# Верхний Батлух
Верхний Батлух (авар. Ба́кълъухъ) — село (аул) в Шамильском районе Дагестана.
Образует сельское поселение село Верхний Батлух как единственный населённый пункт в его составе.

## Географическое положение
Расположено на реке Батлухтляр (бассейн реки Аварское Койсу), в 7 км к северо-западу от районного центра села Хебда.

## Население
| 1888 | 1895 | 1926 | 1939 | 1970 | 1989 | 2002 |
| ---- | ---- | ---- | ---- | ---- | ---- | ---- |
| 236  | ↗239 | ↗268 | ↗316 | ↗326 | ↗430 | ↗543 |
| 2010 | 2012 | 2013 | 2014 | 2015 | 2016 | 2017 |
| ↘451 | ↗502 | ↗505 | ↗516 | ↗554 | ↗574 | ↗581 |
| 2018 | 2019 | 2020 | 2021 | 2023 | 2024 | 2025 |
| ↗585 | ↗595 | ↗596 | ↘540 | ↘539 | ↗542 | ↘537 |

## Социальная инфраструктура
В селе действует средняя школа, ФАП, ДК.

## Сельское хозяйство
СПК «Верхнебатлухский» (бывший колхоз 40 лет Октября).